# Eptesicus nilssonii
Eptesicus nilssonii је врста слепог миша из породице вечерњака (лат. Vespertilionidae).

## Распрострањење
Ареал врсте Eptesicus nilssonii обухвата већи број држава у северној и централној Европи и Азији.
Врста има станиште у Норвешкој, Италији, Јапану, Монголији, Ирану, Уједињеном Краљевству, Француској, Русији, Кини, Шведској, Пољској, Немачкој, Мађарској, Румунији, Украјини, Белорусији, Турској, Финској, Ираку, Данској, Бугарској, Холандији, Лихтенштајну, Литванији, Луксембургу, Летонији, Словачкој, Словенији, Чешкој, Естонији, Хрватској, Аустрији, Азербејџану, Белгији, Грузији и Киргистану.

## Станиште
Станишта врсте су шуме, планине, арктичка подручја, језера и језерски екосистеми, речни екосистеми, слатководна подручја и пустиње.
Врста је по висини распрострањена од нивоа мора до 2.300 метара надморске висине.

## Угроженост
Ова врста је наведена као последња брига, јер има широко распрострањење и честа је врста.